# Mujer de negro observando el pastel blanco
Mujer de negro observando el pastel blanco (en italiano, Donna in nero che guarda il pastello della signora Emiliana Concha de Ossa) es una pintura al óleo sobre tabla de 80,5 × 64,5 cm creada por el pintor italiano Giovanni Boldini en 1888. Se conserva en el Museo Giovanni Boldini de Ferrara.

## Descripción
El encuadre ofrece una vista general del estudio parisino del pintor en el Boulevard Berthier. En el centro de la composición, una mujer de pie, vista de espaldas, observa el Retrato de Emiliana Concha de Ossa apodado el Pastel blanco, una de las obras más famosas de Boldini. La silueta negra con su sombrero, sombrilla y el polisón algo más iluminado, se sitúa como sugerente contrapunto a la diáfana pintura en tonos pastel; las dos figuras constituyen el eje medio de un fondo dejado a la izquierda prácticamente inacabado, donde sólo es reconocible un retrato masculino y el levemente esbozado borde visible crea una contraparte casi luminosa.  A la derecha, el artista ha representado su piano y lienzos difíciles de identificar, un retrato de un hombre y otro, a la derecha, apenas adivinado por unas pocas pinceladas.  Algunos bocetos de un desnudo femenino sugieren que la obra es de naturaleza experimental o privada.
Conservado en la colección personal del artista, el cuadro llegó a Ferrara en 1934 con el primer grupo de obras donado por su viuda Emilia Cardona. 

## Análisis
El retrato al pastel constituye a la vez el punto de fuga y el elemento escénico sobre el que destaca, por contraste, la oscura silueta de una mujer en la que los comentaristas coinciden en reconocer, siempre, a la modelo de este mismo pastel, Emiliana Concha de Ossa, de visita en el taller. Esta figura vista de espaldas recuerda también el grabado de Edgar Degas que representa a Mary Cassatt en el Louvre. El rostro al pastel de la joven chilena ocupa el centro de esta composición construida sobre líneas oblicuas que perturban el campo visual y revelan la influencia de Degas,  a quien entonces Boldini frecuentaba. Los dos artistas, que se habían conocido hacia 1880, habían visitado España juntos en 1889, para estudiar la pintura del Siglo de Oro español, en particular la de Diego Velázquez.
Además de una interesante vista de su estudio, este cuadro es una inteligente interpretación del «cuadro dentro del cuadro» en boga a finales de siglo. La pieza evoca la obra maestra velazqueña conservada en el museo del Prado, Las Meninas, el insólito retrato familiar donde aparecen al fondo los reyes de España, reflejados en un espejo. Este cuadro también había inspirado a artistas cercanos a Boldini, en particular Édouard Manet y Degas, para numerosas composiciones dedicadas al tema de la imagen fuera del encuadre vista en una superficie reflectante en la obra. Pero a diferencia de ellos y de muchos otros, en su interpretación de este tema, Boldini hace que la modelo se «refleje» en su propio retrato.
La inclusión compositiva de múltiples elementos visuales (en este caso, los cuadros en la pared) crea complejos juegos de imagen dentro de una imagen. "El museo de Madrid es uno de los más bonitos de Europa, es extraordinario, ahí está Velázquez para sorprender, tenía razón Carolus-Duran, a mí Velázquez", escribió Boldini a su amigo Cristiano Banti en septiembre de 1889 tras visitar el Museo del Prado, dando testimonio así de su interés por la pintura del gran retratista español. 